# 黒澤愛斗
黒澤 愛斗（くろさわ まなと、1987年3月25日 -）は、地方競馬のホッカイドウ競馬恵多谷豊厩舎所属の騎手である。勝負服の柄は赤・胴黒十字襷、袖黒三本輪。茨城県城里町（旧桂村）出身。血液型A型。身長135cm、体重37kgは中央・地方の騎手を含め現役最小。地方競馬教養センター騎手課程第86期生。

## 来歴
高校生の時に競馬を好きになり、周囲に小柄な体型を活かして騎手になることを勧められ地方競馬教養センターに入学する。
2008年3月31日付けで地方競馬騎手免許を取得。同年4月29日第1回札幌競馬（地方）第1日目第1競走3歳条件未勝利戦6番人気リバースプレンダーで初騎乗（12頭立て4着）。同年5月29日第1回旭川競馬第2日目第3競走D3一組条件戦（40万円以下）を2番人気マスターブラスターで勝利し、26戦目で初勝利。同期デビューの中では最後の初勝利となった。
2009年1月12日第23回全日本新人王争覇戦に優勝。ホッカイドウ競馬では6人目の優勝者。
2012年8月30日、ハニーパイに騎乗してリリーカップに優勝し、重賞初優勝。
地方通算成績は1388戦85勝・2着111回・3着118回・勝率6.1%・連対率14.1%（2012年8月30日）
2013年地方通算100勝達成
2014年通算成績2,180戦134勝（平成26年4月1日現在）

## 主な騎乗馬
- ハニーパイ（2011年リリーカップ）
- モズミギカタアガリ（2023年エーデルワイス賞）[8]